# Hinduski smak miłości
Tandoori Love to szwajcarska komedia z 2008 roku zrealizowana przez Oliver Paulusa z Vijay Raazem (Monsunowe wesele) w roli głównej.

## Fabuła
Rajah (Vijay Raaz), indyjski kucharz gotujący dla bollywoodzkiej ekipy, która kręci film w Szwajcarii, spotyka w supermarkecie Szwajcarkę Sonję. Zakochany w niej od pierwszego wejrzenia przemienia sztywną alpejską gospodę w kuszący zapachami Azji zajazd. Pracująca tam jako kelnerka Sonja (Lawinia Wilson) musi wybrać między cichą pełną oddania miłością mężczyzny z obcego jej kraju a mało romantyczną, ale bezpieczną w swej swojskości miłością właściciela zajazdu Marcusa (Martin Schick). Kogo z nich wybierze Sonja?

## Obsada
- Lavinia Wilson	 ... 	Sonja
- Vijay Raaz	... 	Raja
- Martin Schick	... 	Markus
- Shweta Agarwal	... 	Priya
- Tamal Raichowdhury	... 	Kamaal Khan
- Max Rüdlinger	... 	Gusti
- Peter Glauser	... 	Stammtisch Stöff
- Rene Blum	... 	Karli
- Asif Basra	... 	T.V. Kumar
- Gilles Tschudi	... 	Jules Renaud
- Verena Zimmermann	... 	Rosmarie
- Aashif Sheikh	... 	Superstar Ramesh
- Ganesh Yadav	... 	reżyser
- Johanna Bantzer	... 	Anita

## Nagrody
- na Międzynarodowym Festiwalu Filmowym w Kairze (dla producentów za film)
- na Międzynarodowym Festiwalu w Locarno (za muzykę)
- 1 nominacja do Swiis Film Prize (za najlepszy film szwajcarski)